# Jogo bonito

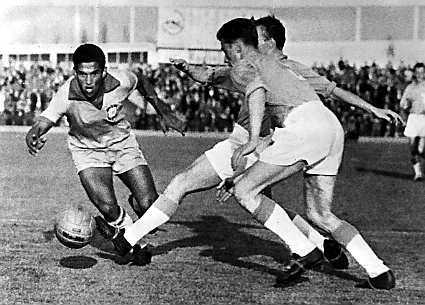
Garrincha (esquerra), considerat un dels millors dribladors de tots els temps.

Jogo bonito és una forma de referir-se al futbol als mitjans de comunicació i a la publicitat, encara que rarament utilitzada pels aficionats, que va ser popularitzada pel jugador de futbol brasiler Pelé. Encara que l'origen exacte de la frase sigui discutit, el comentarista de futbol Stuart Hall la va utilitzar en 1958. Hall va admirar les habilitats de Peter Doherty quan va veure el Manchester City jugar al Maine Road i va utilitzar el terme jogo bonito per a descriure l'estil de joc d'en Doherty.

## Etimologia
L'origen va ser atribuït al futbolista brasiler Didi i el presentador Stuart Hall va al·legar haver-lo creat en 1958. L'autor anglès i fanàtic del futbol americà H. E. Bates va utilitzar el terme més d'hora, en una peça de diari de 1952 exaltant les virtuts del joc "Brains in the Feet".
Escriptors anteriors van utilitzar el terme en 1848 per a descriure el joc de baaga'adowe, un precursor del lacrosse jugat per Ojíbuas en el Vauxhall Gardens a Londres i al tennis en 1890.

## Ús

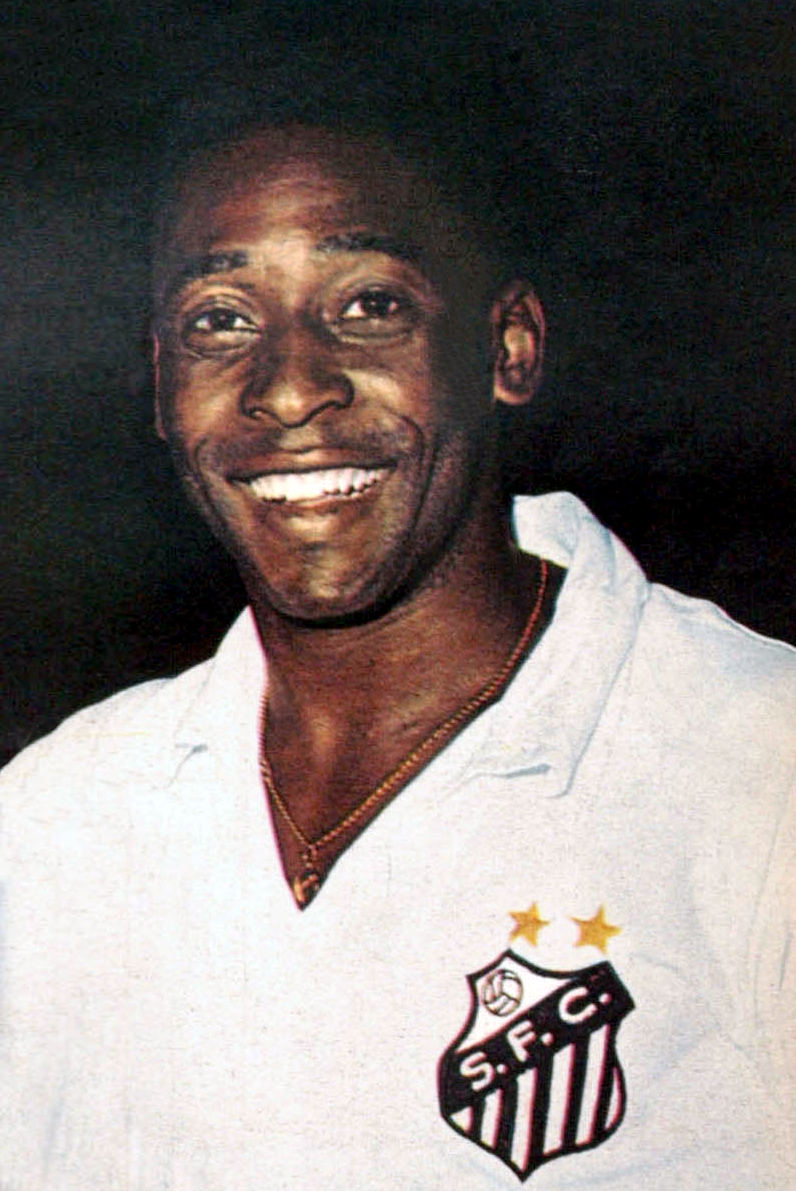
Pelé en 1965

El jugador de futbol brasiler Pelé és acreditat amb la frase sinònim de futbol. En 1977, va nomenar la seva autobiografia My Life and the Beautiful Game. Hi diu: "Dedico aquest llibre a totes les persones que van fer d'aquest joc el jogo bonito." La frase en diverses llengües és utilitzada com a sinònim de futbol.
És utilitzat com a títol de la sèrie de 13 episodis de 2002 que explica la història del joc: Història del Futbol: El Jogo Bonito, narrat per l'actor Terence Stamp.
La música "Wavin' Flag" —l'himne promocional de la Coca-Cola del raper K'naan per a la Copa del Món de 2010 a Sud-àfrica— contenia la lletra "let’s rejoice in the Beautiful Game".
El gener de 2014, el New Model Army va llançar una música anomenada "The Beautiful Game", en suport al projecte "Spirit of Football". I es va llençar un podcast sobre futbol amb el títol "The Beautiful Game".

## Ús comercial
L'empresa de roba esportiva Nike fa referència al jogo bonito en els seus anuncis de futbol. En 1996, un anunci de la Nike intitulat "Good vs Evil" escenificava un joc de gladiadors ambientat en un amfiteatre romà on deu jugadors de futbol de tot el món, incloent Éric Cantona, Ronaldo, Paolo Maldini, Luís Figo, Patrick Kluivert i Jorge Campos, defensen "el jogo bonito" contra un equip de guerrers demoníacs. L'anunci culminava amb Cantona rebent la pilota de Ronaldo, estirant el coll de la camisa i lliurant la línia final, "Au Revoir", abans de xutar la pilota i destruir el mal.

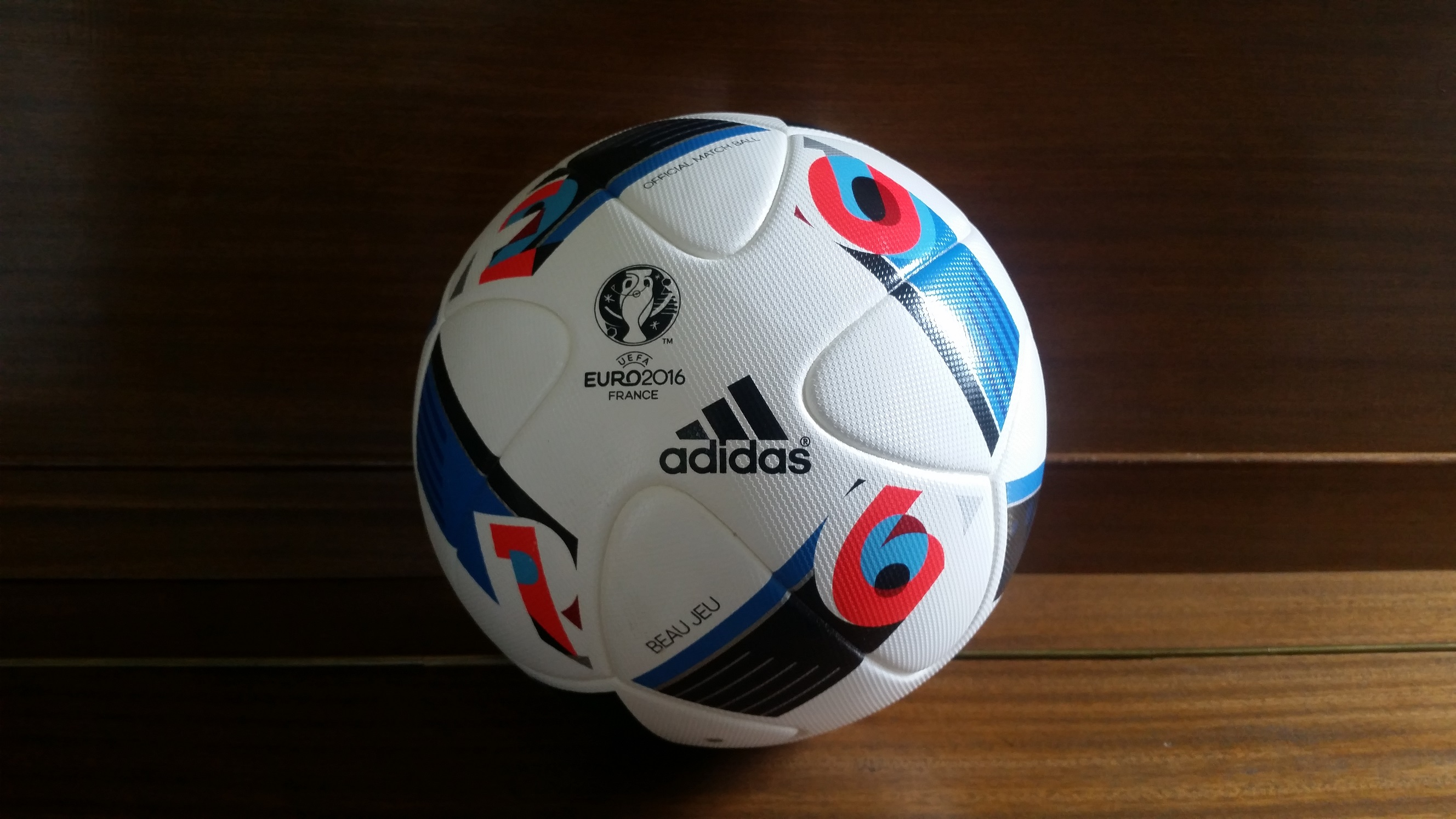
Adidas Beau Jeu, versió francesa per a jogo bonito

La Nike també utilitza l'expressió en portuguès "Joga bonito" com un dels seus slogans per a productes de futbol. La Nike va començar a utilitzar el slogan "Joga bonito" en una campanya que va precedir la Copa del Món de la FIFA 2006 en un intent de reduir el comportament explosiu dels jugadors al camp. En col·laboració amb l'ex-jugador de futbol Eric Cantona (que una vegada va xutar la pilota a un aficionat en la grada), la Nike va llançar una sèrie d'anuncis per a promoure un joc més hàbil i digne, esportiu i lliure de teatralitat.
L'empresa de roba esportiva Adidas va nomenar la pilota oficial de l'UEFA Euro 2016 de "Adidas Beau Jeu", que es tradueix com jogo bonito en portuguès.